# Pavonia arenaria
Pavonia arenaria är en malvaväxtart som beskrevs av Albrecht Wilhelm Roth. Pavonia arenaria ingår i släktet påfågelsmalvor, och familjen malvaväxter. Utöver nominatformen finns också underarten P. a. microphylla.